# ルカ・プファフ
ルカ・プファフ（Luca Pfaff, 1944年8月25日 - ）は、スイスの指揮者。
ティチーノ州オリヴォネ（現・ブレニオ）の生まれ。ミラノのジュゼッペ・ヴェルディ音楽院でフランコ・ドナトーニに作曲、ウィーン国立音楽大学でハンス・スワロフスキー、ローマの聖チェチーリア音楽院でフランコ・フェラーラの各氏に指揮法を学ぶ。1986年から1996年までミュルーズ交響楽団の音楽監督を務め、1990年から1994年までミラノのカルメ・アンサンブルの音楽監督も兼任した。

## 注
1. ↑  アーカイブ 2019年8月27日 - ウェイバックマシン
2. ↑  アーカイブ 2019年8月27日 - ウェイバックマシン
3. ↑  ルカ・プファフ - Discogs（英語）
4. ↑  “Opera Musica”. 2019年8月27日時点のオリジナルよりアーカイブ。2019年8月27日閲覧。
5. ↑  アーカイブ 2019年8月27日 - ウェイバックマシン

| スタブアイコン | サブスタブ | この項目は、まだ閲覧者の調べものの参照としては役立たない、人物に関連した書きかけの項目です。この項目を加筆・訂正などしてくださる協力者を求めています（P:人物伝/PJ:人物伝）。 |